# Aloeides dicksoni
Dickson's Copper (Aloeides dicksoni) là một bướm ngày thuộc họ Lycaenidae. Loài này có ở Nam Phi.
Sải cánh từ 25–30 mm đối với con đực và 26–33 mm đối với con cái. Cá thể trưởng thành mọc cánh từ tháng 10 tới tháng 12. Mỗi năm loài này có một thế hệ.